# Јозеф Клоц
Јозеф Клоц (пољ. Józef Klotz, Краков, 2. јануар 1900 — 1941) био је пољски фудбалер који је играо у одбрани. Постигао је први погодак за пољску фудбалску репрезентацију. Нацисти су га убили у варшавском гету 1941. године.

## Биографија
Клоц је рођен у Кракову у јужној Пољској и био је Јевреј. Отац му је био постолар.
Постигао је први погодак за пољску фудбалску репрезентацију. Постигао је то против Шведске у Стокхолму маја 1922. године, у трећој међународној утакмици тима.
Клоц је играо за два клуба. Прво је играо за Јутрзенку Краков, којој се придружио као играч омладинске екипе и за коју је играо од 1912. до 1925. године, а затим за Макаби из Варшаве од 1925. до 1929. (обе екипе су биле јеврејске мањинске екипе). Повукао се као играч 1930.
Затворен је у варшавском гету 1940. Тамо су га убили Немци 1941.
Фудбалски савез Пољске је Клоцу одао почаст 2019. године.

## Клупска каријера
- 1910–1925 Јутрзенка Краков
- 1925–1927 Макаби Варшава